# Lara Dickenmann
Lara Dickenmann, född den 27 november 1985 i Kriens, är en schweizisk fotbollsspelare (mittfältare) som sedan år 2015 representerar VfL Wolfsburg. Hon spelar även i det schweiziska landslaget. Hon har tidigare spelat för bland annat Olympique Lyonnais.

## Landslagskarriär
Dickenmann gjorde sin landslagsdebut i en match mot Frankrike den 14 augusti 2002. Hon var en del av den trupp som representerade Schweiz i VM i Kanada år 2015. Hon fick speltid i tre av lagets matcher under turneringen.